# Australische Mäuse
Die Australischen Mäuse (Pseudomys) sind eine Nagetiergattung aus der Unterfamilie der Altweltmäuse (Murinae). Die Gattung umfasst 24 Arten, von denen eine ausgestorben ist.

## Allgemeines
Australische Mäuse sind eher unspezialisierte, mäuseähnliche Nagetiere. Sie erreichen eine Kopfrumpflänge von 6 bis 16 Zentimetern, der Schwanz misst 6 bis 18 Zentimeter, und das Gewicht beträgt 12 bis 90 Gramm. Ihr Fell ist meist weich, es ist an der Oberseite in verschiedenen Gelb-, Braun- oder Grautönen gefärbt; der Bauch ist meist weißlich-gelb oder hellgrau.
Das Verbreitungsgebiet der Australischen Mäuse umfasst ganz Australien sowie das südliche Neuguinea. Sie bewohnen eine Vielzahl von Lebensräumen, darunter sandige Wüstengebiete, Buschländer, Sümpfe und Wälder. Sie sind generell nachtaktiv und verbringen den Tag in selbst gegrabenen Bauen. Viele Arten leben in kleinen Gruppen, in denen mehrere Tiere einen Bau gemeinsam bewohnen, es gibt aber auch einzelgängerische Arten wie Pseudomys desertor. Die Nahrung dieser Tiere besteht aus Samen, Wurzeln und anderem Pflanzenmaterial, zu einem geringen Anteil auch aus Insekten.
Nach einer rund 28- bis 40-tägigen Tragzeit bringt das Weibchen meist drei bis fünf Junge zur Welt. Nach rund zwei Wochen öffnen sich deren Augen, und nach 22 bis 30 Tagen werden sie entwöhnt.
Die Besiedlung Australiens durch die Europäer hat für einige Arten durch die Zerstörung ihres Lebensraums und die Einschleppung von Raubtieren wie Katzen große Veränderungen gebracht. Zwei Arten sind ausgestorben, einige weitere werden von der IUCN als „stark gefährdet“ (endangered), „gefährdet“ (vulnerable) oder „gering gefährdet“ (near threatened) klassifiziert (siehe nachfolgende Liste).

## Systematik
Innerhalb der Altweltmäuse sind die Australischen Mäuse die Namensgeber der Pseudomys-Gattungsgruppe, einer vorwiegend in Australien beheimateten Gruppe. Dazu zählen noch die Australischen Kaninchenratten (Conilurus), die Australischen Häschenratten (Leporillus), die Australischen Breitzahnratten (Mastacomys), die Australischen Baumratten (Mesembriomys), die Australischen Hüpfmäuse (Notomys), die Australischen Dickschwanzratten (Zyzomys) sowie die Gattung Leggadina.
Nach genetischen Untersuchungen von Lecompte et al. (2008) sind die Tiere der Pseudomys-Gruppe Teil einer vorwiegend in Neuguinea und Australien verbreiteten Radiation der Altweltmäuse, den Hydromyini. Diese Radiation umfasst noch die Chrotomys-Gruppe, die Hydromys-Gruppe, die Lorentzimys-Gruppe, die Pogonomys-Gruppe, die Uromys-Gruppe und die Xeromys-Gruppe. Mit den Eigentlichen Mäusen (Mus) sind sie hingegen nur entfernt verwandt.
Es sind 24 Arten anerkannt:
- Pseudomys albocinereus lebt im südwestlichen Western Australia.
- Pseudomys apodemoides bewohnt das südöstliche Australien.
- Pseudomys australis ist im Eyre-Becken beheimatet. Die Art gilt als „gefährdet“.
- Pseudomys bolami kommt im südlichen Australien vor.
- Pseudomys calabyi bewohnt ein kleines Gebiet im Norden des Northern Territory. Auch sie ist „gefährdet“.
- Pseudomys chapmani ist in der Pilbara-Region in Western Australia beheimatet.
- Pseudomys delicatulus kommt in weiten Teilen des nördlichen Australiens vor.
- Pseudomys desertor bewohnt Wüstengebiete im Inneren Australiens.
- Pseudomys fumeus bewohnt ein kleines Gebiet in Victoria und New South Wales. Sie gilt als „stark gefährdet“.
- Pseudomys glaucus ist ausgestorben. Früher kam die Art an der Ostküste Australiens vor.
- Pseudomys gouldii galt als ausgestorben. Genetische Untersuchungen bestätigten jedoch, dass sie mit der Shark-Bay-Maus (Pseudomys fieldi), die auf kleineren australischen Inseln lebt, identisch ist. Da der Name Pseudomys gouldii Vorrang vor Pseudomys fieldi hat, gilt letzterer nun als Juniorsynonym.
- Pseudomys gracilicaudatus lebt an der Ostküste Queenslands und New South Wales’.
- Pseudomys hermannsburgensis bewohnt sandige Regionen im westlichen und mittleren Australien.
- Pseudomys higginsi ist am Festland ausgestorben, ist aber auf Tasmanien noch häufig.
- Pseudomys johnsoni kommt in Western Australia, Queensland und dem Northern Territory vor. Das ursprünglich eigenständige Taxon Pseudomys laborifex (von der Nordwestküste Australiens) gilt heute als Synonym von Pseudomys johnsoni.
- Pseudomys mimulus lebt im östlichen Queensland.[1]
- Pseudomys nanus ist im nördlichen Western Australia und im nördlichen Northern Territory beheimatet.
- Pseudomys novaehollandiae kommt an der Südostküste Australiens vor. Sie gilt als „gefährdet“.
- Pseudomys occidentalis lebt im südwestlichen Western Australia.
- Pseudomys oralis bewohnt ein kleines Gebiet in Queensland und New South Wales. Auch sie ist „gefährdet“.
- Pseudomys patrius ist an der Küste Queenslands beheimatet.
- Pseudomys pilbarensis kommt im Norden von Westaustralien vor.[1]
- Pseudomys pilligaensis kommt nur in einem einzigen Gebiet in New South Wales vor. Ihr Gefährdungsgrad ist unklar.
- Pseudomys shortridgei bewohnt Heidegebiete im südlichen Australien. Sie wird als „nicht gefährdet“ gelistet.